# 安陵 (阮朝)

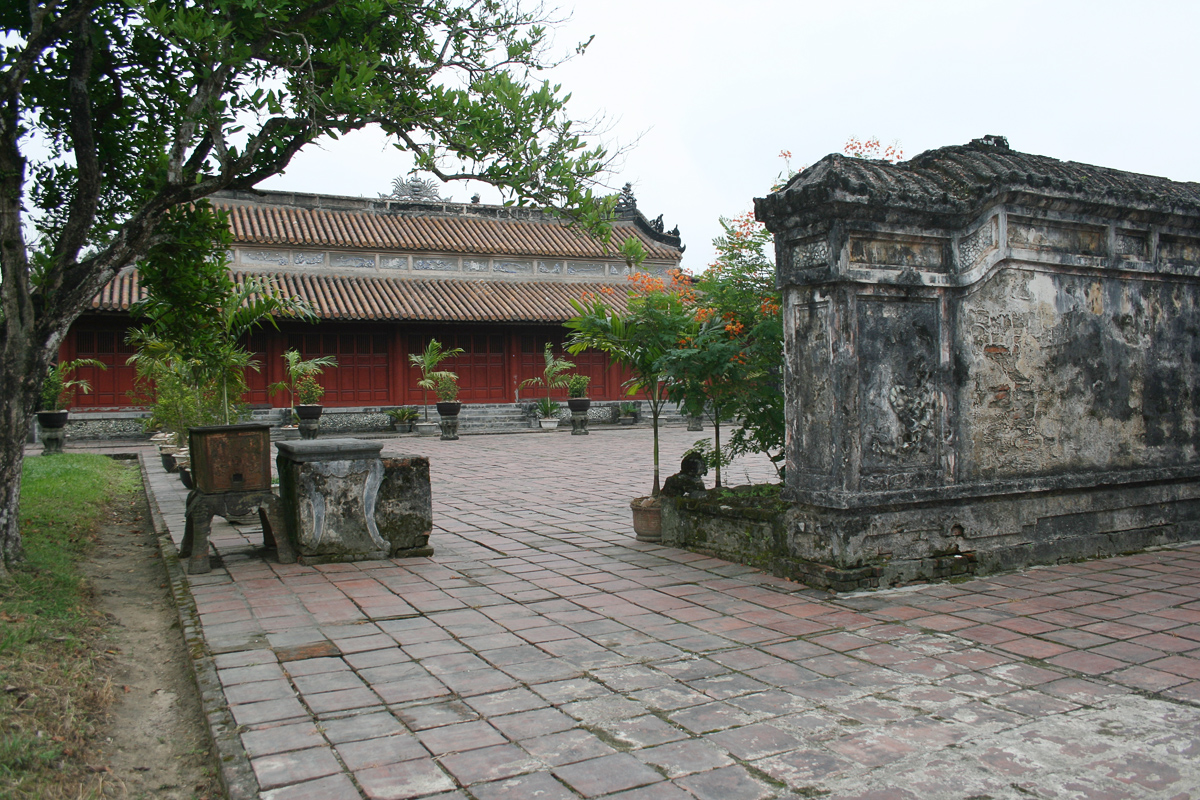
安陵

安陵（越南语：／），俗稱育德陵（越南语：／），是越南阮朝第五代皇帝育德帝的陵墓，也是其皇后、成泰帝和維新帝合葬之陵墓。位於順化市安舊坊，距離順化京城不及2公里。分為左右兩部分的寢域和陵域，特別的是沒有碑亭和石像。
育德帝是嗣德帝的養子。1883年，嗣德帝病逝，育德帝繼位。繼位三天之後，被權臣阮文祥、尊室說廢黜，同皇妃、子女一起被囚禁。翌年，他被活活餓死，屍體被草草埋葬在祥光寺的一堵牆下。
1889年，育德帝之子阮福寶嶙被法國殖民政府釋放，繼位為成泰帝。成泰帝在距離祥光寺200米處建立安陵，將育德帝的遺骸遷葬於此。成泰帝將祥光寺改名為金光寺，手書「勅賜金光寺」之匾額，懸掛於寺前。
1906年，成泰帝的生母慈明皇太后潘氏調逝世後，也被葬入安陵。
1907年，成泰帝與其子維新帝因圖謀反抗法國殖民政府，被流放到留尼汪島。1945年，成泰帝獲准返回越南，但被囚禁在西貢（今胡志明市）。1954年逝世之後，成泰帝被葬入安陵。
1987年，維新帝的遺骸自美國遷葬入安陵。
2007年，成泰帝第十九子阮福永球去世，亦安葬于此。